# Pålsjön, Gästrikland
Pålsjön är en sjö i Ockelbo kommun i Gästrikland och ingår i Testeboåns huvudavrinningsområde. Sjön har en area på 0,66 kvadratkilometer och ligger 110 meter över havet. Sjön avvattnas av vattendraget Testeboån (Grannäsån).

## Delavrinningsområde
Pålsjön ingår i det delavrinningsområde (675558-154089) som SMHI kallar för Namn saknas. Medelhöjden är 181 meter över havet och ytan är 12,28 kvadratkilometer. Räknas de 123 avrinningsområdena uppströms in blir den ackumulerade arean 659,5 kvadratkilometer. Avrinningsområdets utflöde Testeboån (Grannäsån) mynnar i havet. Avrinningsområdet består mestadels av skog (84 procent). Avrinningsområdet har 0,64 kvadratkilometer vattenytor vilket ger det en sjöprocent på 5,2 procent. Bebyggelsen i området täcker en yta av 0,16 kvadratkilometer eller 1 procent av avrinningsområdet.